# Krzecko
Krzecko (deutsch Kreitzig) ist ein Dorf in der polnischen Woiwodschaft Westpommern. Es gehört zur Landgemeinde Sławoborze (Stolzenberg) im Powiat Świdwiński (Kreis Schivelbein).

## Geographische Lage
Krzecko liegt drei Kilometer östlich von Sławoborze und 15 Kilometer nördlich der Kreisstadt Świdwin (Schivelbein). Unterhalb der 72 Höhenmeter messenden Podgórki (Ohrtsberge) befindet sich die Försterei Krzecko.

## Geschichte
Das Dorf Kreitzig ist wohl schon Anfang des 14. Jahrhunderts entstanden, wurde aber erst 1499 urkundlich erwähnt. Damals belehnten in Schivelbein Kurfürst Joachim I. von Brandenburg und Markgraf Albrecht Günter von Briesen Kreitzig mit drei Hufen. Im Siebenjährigen Krieg hatte der Ort unter den durchziehenden russischen Truppen schwer zu leiden.
Als Gutsbesitzer werden genannt: Leutnant von Briesen (1763) und Oberstleutnant von Arnim (1819). Im Jahre 1830 wurde der Gutsbesitzer von Kreitzig, Carl Freiherr von der Goltz, Landrat des Kreises Schivelbein. 1884 gab es im Ort drei Bauern, drei Kossäten und vier Büdner. 1925 lebten hier 269 Einwohner, 1939 waren es nur noch 210.
Die meisten Einwohner lebten von der Land- und Forstwirtschaft. Das Handwerk war durch je eine Schmiede, Tischlerei, Schneiderei und Schuhmacherei vertreten. Den örtlichen Handel bestimmten Kaufmann Borg und die Hühnerfarm Krüger – nicht zu vergessen die Gutsbrennerei, die Kartoffeln zu Spiritus verarbeitete.
Letzter deutscher Bürgermeister von Kreitzig war Paul Krüger. Das zuständige Amtsgericht lag damals in Schivelbein. 
Am 3. März 1945 rückten Truppen der Roten Armee in das Dorf ein. Die Bevölkerung wurde vertrieben, der Ort kam zu Polen und ist heute ein Ortsteil der Gmina Sławoborze (Landgemeinde Stolzenberg).

## Amt Kreitzig
Bis 1932 gehörte der Ort zum Landkreis Schivelbein, der dann jedoch im Landkreis Belgard (Persante) aufging. Kreitzig bildete mit den Gemeinden Klötzin und Technow ein selbständiges Amt. Heute liegt der Ort wie früher im – allerdings jetzt anders strukturierten – Kreis Schivelbein. 

## Standesamt Kreitzig
Kreitzig war auch Sitz eines Standesamtes, das der Ort zusammen mit den Gemeinden Klötzin und Technow bildete.

## Kirche

### Kirchspiel
Kreitzig gehörte bis 1945 zur Kirchenprovinz Pommern der evangelischen Kirche der Altpreußischen Union und war eine selbständige Kirchengemeinde, die im Verbund der Kirchengemeinden Nelep und Klötzin das Kirchspiel Nelep bildete. Von den 1137 Kirchspiel-Gemeindegliedern im Jahre 1940 gehörten 220 zur Kirchengemeinde Kreitzig.
Das anteilige Kirchenpatronat für Kreitzig hatte Rittergutsbesitzer von der Goltz inne. Letzter deutscher Geistlicher war Georg Rößler, der von den Russen verschleppt wurde und im November 1945 in Tatarka bei Minsk verstarb.
Heute gehört Krzecko zum Kirchspiel Koszalin (Köslin) (Diözese Pommern-Großpolen) der polnischen Evangelisch-Augsburgischen Kirche. Kirchort ist Świdwin.

### Dorfkirche
Die Fachwerkkirche wurde 1692 erbaut. Im Jahre 1935 ließ der Patron von der Goltz auf seine Kosten einen Turm anfügen.

## Schule
In der einklassigen Volksschule unterrichtete bis 1944 Lehrer Lietz, danach bis 1945 Lehrerin Batz.

## Persönlichkeiten: Söhne und Töchter des Ortes
- Ludwig von Briesen (1773–1859), Landrat des Kreises Schivelbein von 1808 bis 1830
- Rüdiger von der Goltz (1837–1910), Landrat des Kreises Schivelbein von 1866 bis 1871, Landesdirektor und Reichstagsabgeordneter
- Rüdiger von der Goltz (1869–1945), Landrat des Kreises Kolberg-Körlin von 1902 bis 1911, kommissarischer Landrat des Kreises Schivelbein von 1917 bis 1919

## Sehenswürdigkeiten
Eine touristische Attraktion in Krzecko ist das Schloss und der Schlosspark, deren Anlage Mitte des 19. Jahrhunderts von der Familie von der Goltz geschaffen wurde. Das Gesamtgelände ist 6 Hektar groß. Auf der Südseite wächst auf dem bogenförmigen Vorplatz ein japanischer Magnolienbaum, der sieben Meter hoch und in der Krone fünf Meter breit ist.
Die Parkanlage weist zahlreiche zwischen 100 und 150 Jahre alte Bäume auf, unter denen sich eine 27 Meter hohe Rotbuch mit einem Umfang von vier Metern (Stammdurchmesser: 1,30 Meter) heraushebt.
Das Schloss war nach dem Zweiten Weltkrieg ein Erholungsheim und ist heute Sitz einer Sozialhilfeanstalt.